# Ministro-presidente
Um ministro-presidente é o chefe de governo em vários países europeus ou governos subnacionais, que preside o Conselho de Ministros. É um termo alternativo para primeiro-ministro e muito semelhante ao do título de presidente do Conselho (em Portugal) ou Governador (no Brasil). 

## Países Baixos
Nos Países Baixos o primeiro-ministro é oficialmente referenciado como "ministro-presidente", embora normalmente "premier" seja utilizado. Suas responsabilidades estão definidas na constituição de 1848 (presidente do conselho de ministros). O título de ministro-presidente é oficialmente usado desde 1945.

## Alemanha
Ministerpräsident é o chefe de governo de um estado federal da Alemanha; o cargo corresponde ao governador de um estado no Brasil.
Geralmente a posição constitucional de um ministro-presidente em um estado é muito similar ao de chanceler em um nível federal. Ele é eleito pela maioria do parlamento do estado federal (Landtag), nomeia os ministros e determina as diretrizes políticas. Ele também, juntamente com vários de seus ministros, representa o estado no Conselho Federal (Bundesrat).

## Bélgica
O termo é usado na Bélgica para descrever o chefe de governo de uma região ou comunidade linguística belga.
De acordo com a constituição belga, o primeiro-ministro federal é designado pelo rei e aprovado pelo parlamento federal em uma votação confidencial (na prática, o rei geralmente designa o líder de um partido vencedor como "formateur" para formar um governo). Posteriormente, o ministro federal faz um juramento de fidelidade ao rei. Os ministros-presidentes de um estado não são nomeados pelo rei, mas diretamente pelo parlamento do estado.